# Tour of Norway
Tour of Norway er et norsk etapeløb i landevejscykling som for første gang blev arrangeret 1.–5. juni 2011. Løbet var i den første udgave klassificeret som 2.2, og havde deltagelse af kontinentalhold, landshold og norske klubhold, men løbsdirektør Birger Hungerholdt havde et mål om at Tour of Norway skulle opgraderes.
I september 2011 blev det offentliggjort at løbet fra 2012 skulle opgraderes til 2.1. Det indebærer at optil halvdelen af holdene kan være World Tour-hold, og at ingen amatørhold (klubhold) kan stille til start.
I september 2013 blev det offentliggjort at løbet fra 2014 skulle opgraderes til 2.HC. Det indebærer blandt andet at kun World Tour-hold, professionelle kontinentalhold og norske kontinentalhold kan deltage.
I juni 2018 blev det offentliggjort at løbet blev slået sammen med Tour des Fjords.
I december 2019 blev det offentliggjort at løbet ikke ville blive arrangeret i 2020, men at man arbejdede videre på at komme tilbage i 2021.
I marts 2020 kom meldingen om at løbet alligevel ville blive arrangeret.

## Vindere
| År   | Vinder               | Toer                 | Treer                 |        |
| ---- | -------------------- | -------------------- | --------------------- | ------ |
| 2011 | Wilco Kelderman      | Daniel Foder         | Vegard Robinson Bugge |        |
| 2012 | Edvald Boasson Hagen | Simon Clarke         | Lars Petter Nordhaug  |        |
| 2013 | Edvald Boasson Hagen | Sérgio Paulinho      | Sondre Holst Enger    |        |
| 2014 | Maciej Paterski      | Marc de Maar         | Bauke Mollema         |        |
| 2015 | Jesper Hansen        | Edvald Boasson Hagen | David López           |        |
| 2016 | Pieter Weening       | Edvald Boasson Hagen | Sondre Holst Enger    |        |
| 2017 | Edvald Boasson Hagen | Simon Gerrans        | Pieter Weening        |        |
| 2018 | Eduard Prades        | Alexander Kamp       | Edvald Boasson Hagen  |        |
| 2019 | Alexander Kristoff   | Kristoffer Halvorsen | Edvald Boasson Hagen  |        |
| 2020 | aflyst               | aflyst               | aflyst                | aflyst |
| 2021 | Ethan Hayter         | Ide Schelling        | Mike Teunissen        |        |
| 2022 | Remco Evenepoel      | Jay Vine             | Luke Plapp            |        |
| 2023 | Ben Tulett           | Magnus Sheffield     | Thibau Nys            |        |
| 2024 | Axel Laurance        | Bart Lemmen          | Ådne Holter           |        |
| 2025 | Matthew Brennan      | Victor Langellotti   | Jan Christen          |        |

### Etapevindere
| År   | Etape | Rytter               | Land           | Hold                    |
| 2011 | 1     | Jesper Dahlström     | Sverige        | Sverige                 |
| 2011 | 2     | Michael Hepburn      | Australien     | Team Jayci-AIS          |
| 2011 | 3     | Johan Lindgren       | Sverige        | Team Cyklecity          |
| 2011 | 4     | Iker Camaño          | Spanien        | Endura Racing           |
| 2011 | 5     | Christer Rake        | Norge          | Joker Merida            |
| 2012 | 1     | Jonas Ahlstrand      | Sverige        | Team Cyklecity          |
| 2012 | 2     | Raynond Kreder       | Holland        | Garmin-Barracuda        |
| 2012 | 3     | Aidis Kruopis        | Litauen        | Orica-GreenEDGE         |
| 2012 | 4     | Edvald Boasson Hagen | Norge          | Team Sky                |
| 2012 | 5     | Russel Downing       | Storbritannien | Endura Racing           |
| 2013 | 1     | Alexander Kristoff   | Norge          | Team Katusha            |
| 2013 | 2     | Alexander Kristoff   | Norge          | Team Katusha            |
| 2013 | 3     | Theo Bos             | Holland        | Blanco Pro Cycling Team |
| 2013 | 4     | Edvald Boasson Hagen | Norge          | Team Sky                |
| 2013 | 5     | Alexander Kristoff   | Norge          | Team Katusha            |
| 2014 | 1     | Alexander Kristoff   | Norge          | Team Katusha            |
| 2014 | 2     | Marc de Maar         | Holland        | Unitedhealthcare        |
| 2014 | 3     | Sep Vanmarcke        | Belgien        | Belkin                  |
| 2014 | 4     | Bauke Mollema        | Holland        | Belkin                  |
| 2014 | 5     | Alexander Kristoff   | Norge          | Team Katusha            |
| 2015 | 1     | Alexander Kristoff   | Norge          | Team Katusha            |
| 2015 | 2     | Alexander Kristoff   | Norge          | Team Katusha            |
| 2015 | 3     | Jesper Hansen        | Danmark        | Tinkoff-Saxo            |
| 2015 | 4     | Amets Txurruka       | Spanien        | Caja Rural              |
| 2015 | 5     | Andreas Vangstad     | Norge          | Sparebanken Sør         |
| 2016 | 1     | Steele Von Hoff      | Australien     | One Pro Cycling         |
| 2016 | 2     | Pieter Weening       | Holland        | Roompot-Oranje Peloton  |
| 2016 | 3     | Mads Pedersen        | Danmark        | Stölting Service Group  |
| 2016 | 4     | Edvald Boasson Hagen | Norge          | Team Dimension Data     |
| 2016 | 5     | Edvald Boasson Hagen | Norge          | Team Dimension Data     |